# دودو اوئت
دودو اوئت (به انگلیسی: Dudu Aouate) دروازه‌بان اهل اسرائیل است که از سال ۱۹۹۹ تا ۲۰۱۳ میلادی عضو تیم ملی فوتبال اسرائیل بوده و در ۷۲ بازی ملی حضور داشته است.